# Huchting (Bremen)
Huchting este un sector care este situat în partea sudică a orașului hanseatic Bremen.

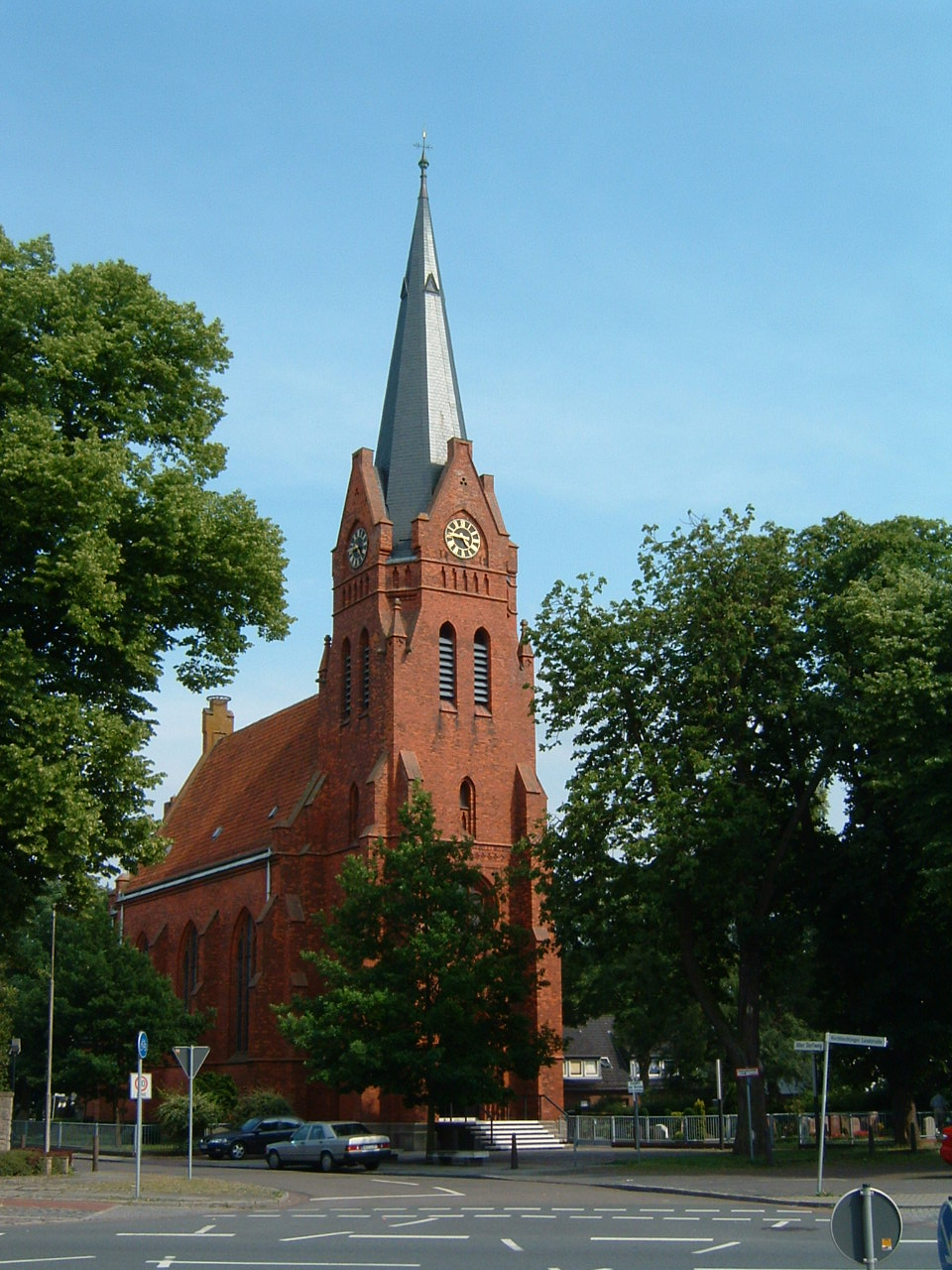
St. Georgskirche in Kirchuchting

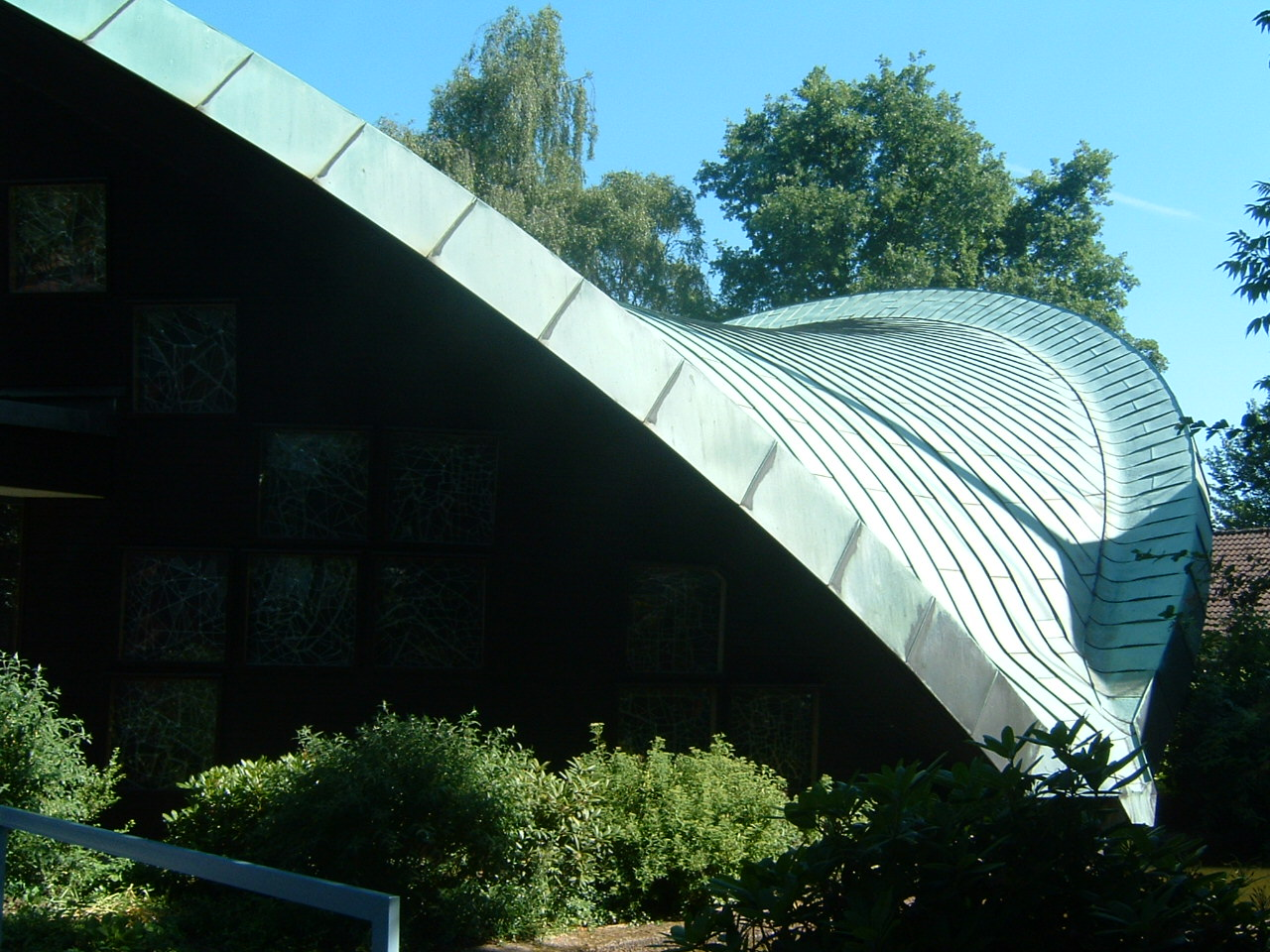
Grolland: St.Lukas-Kirche

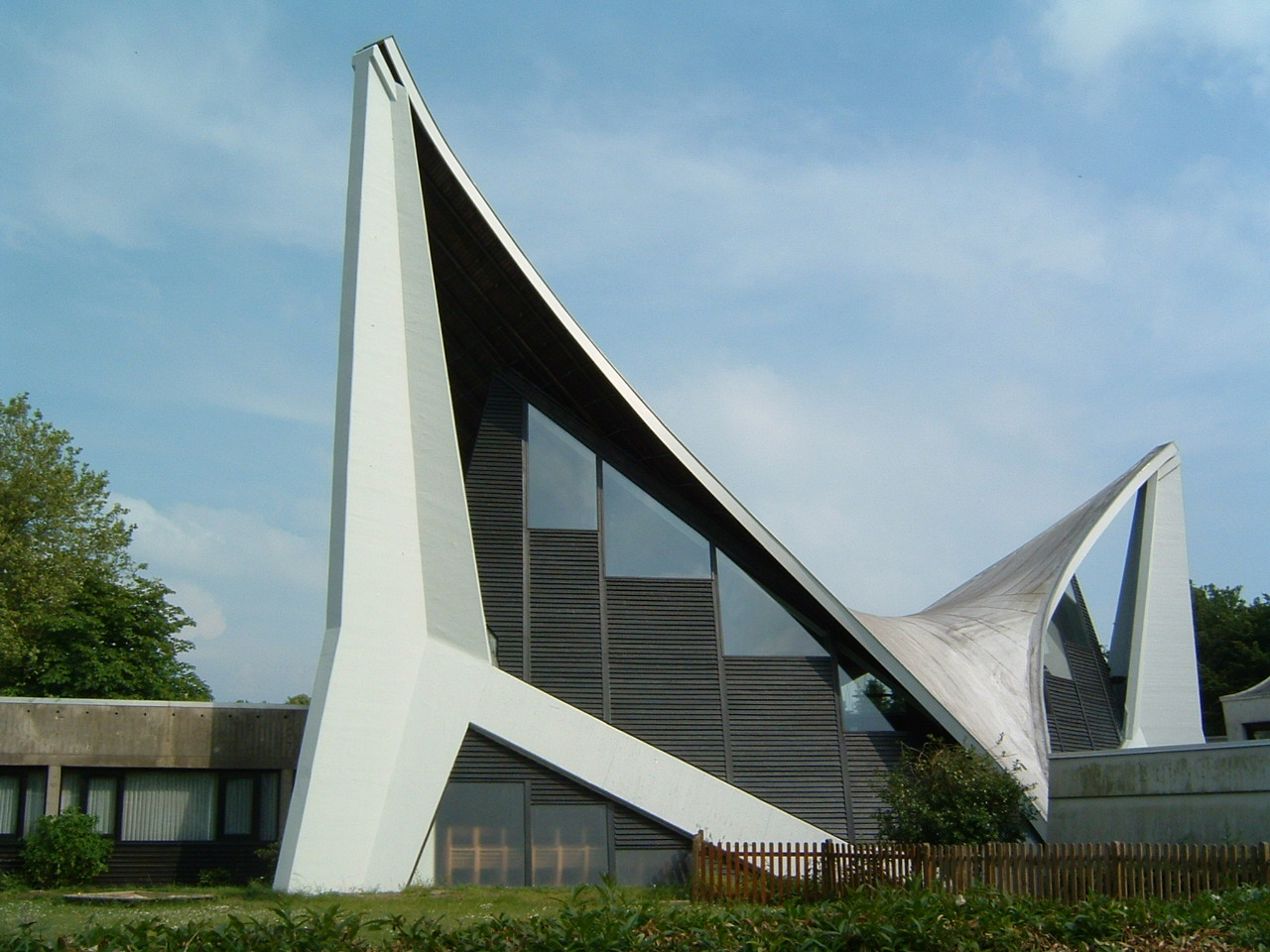
Mittelshuchting: Bonhoeffergemeinde

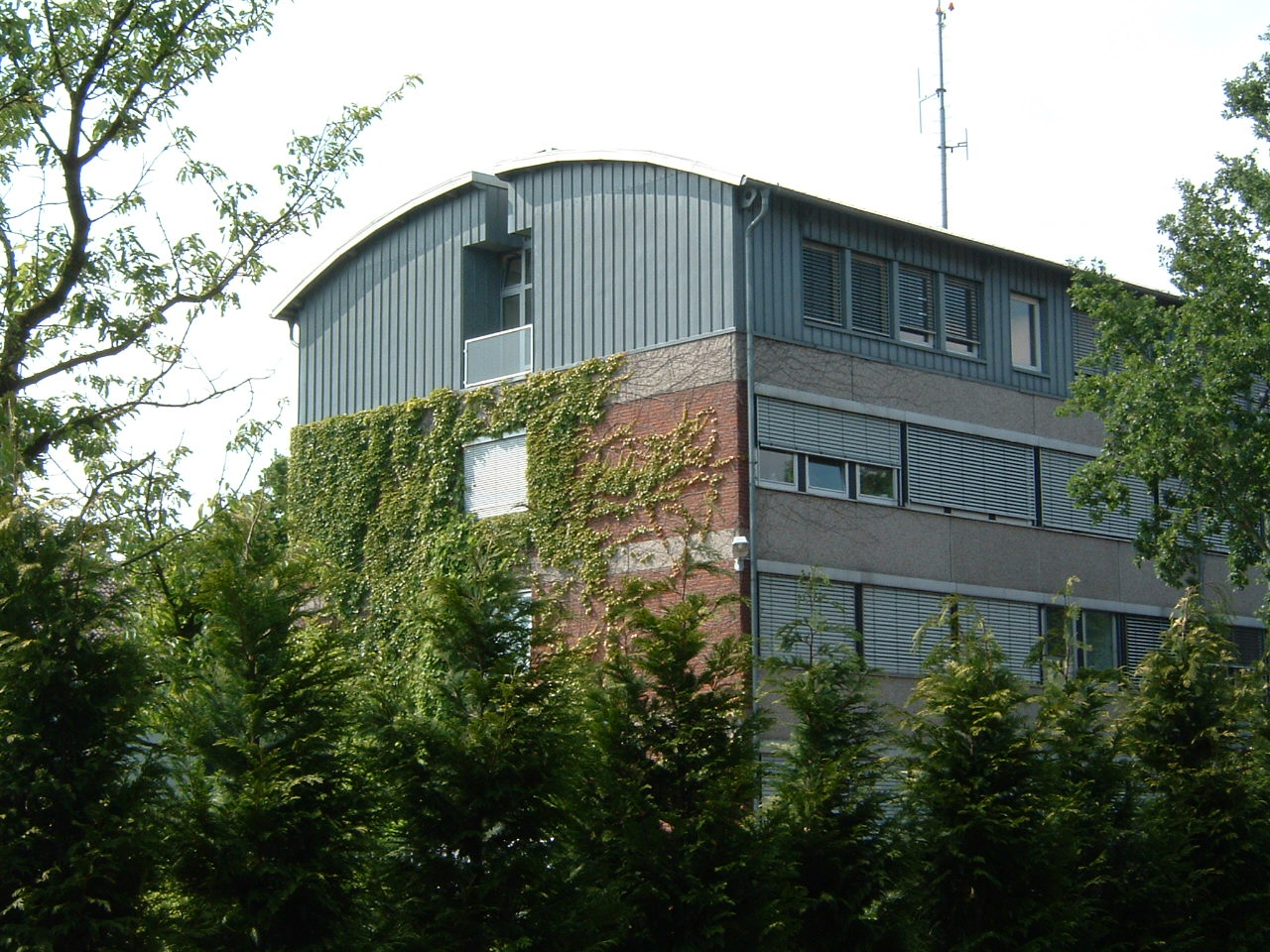
Huchting: Ortsamt u. Polizei

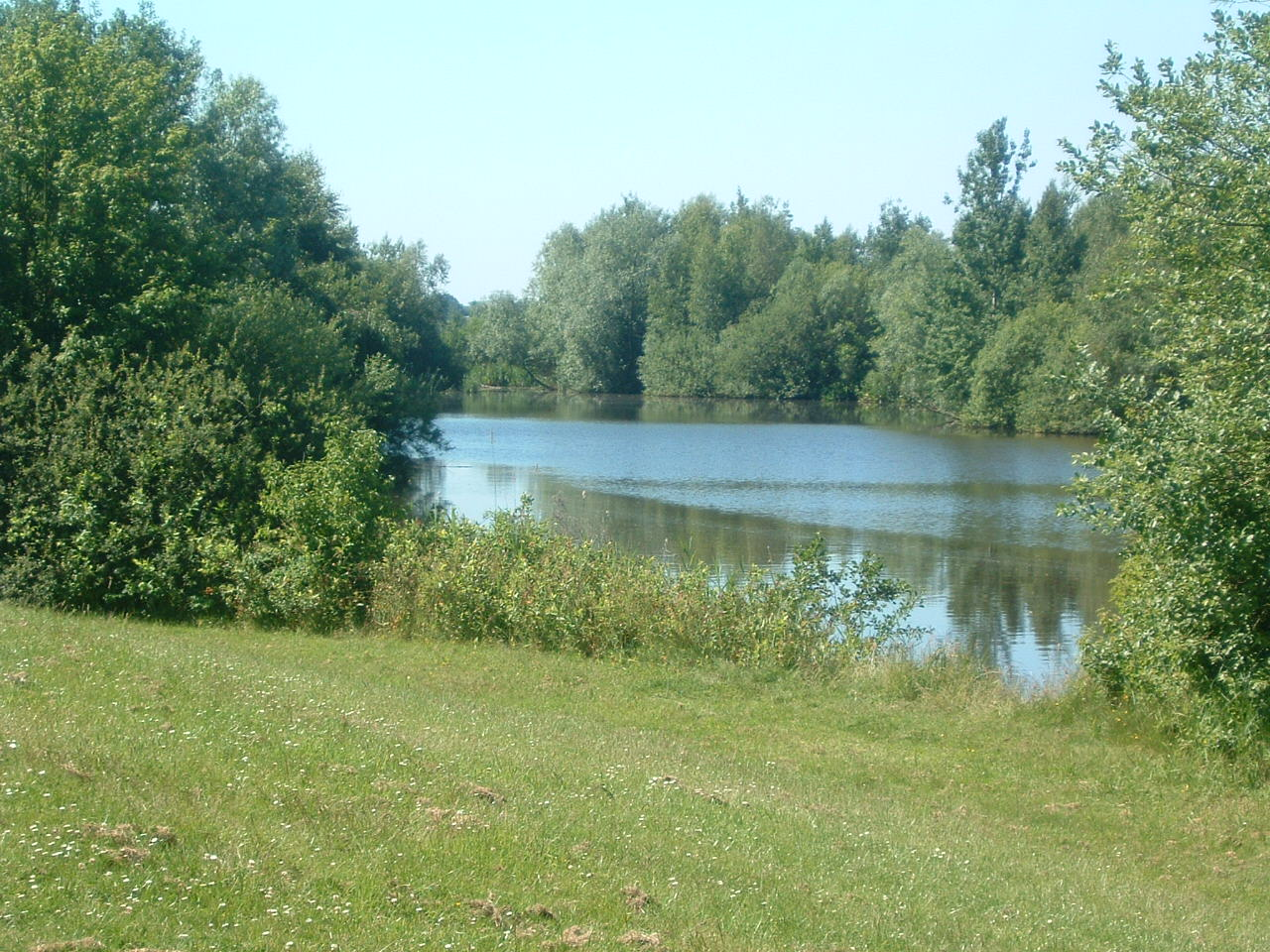
Park links der Weser an der Ochtum

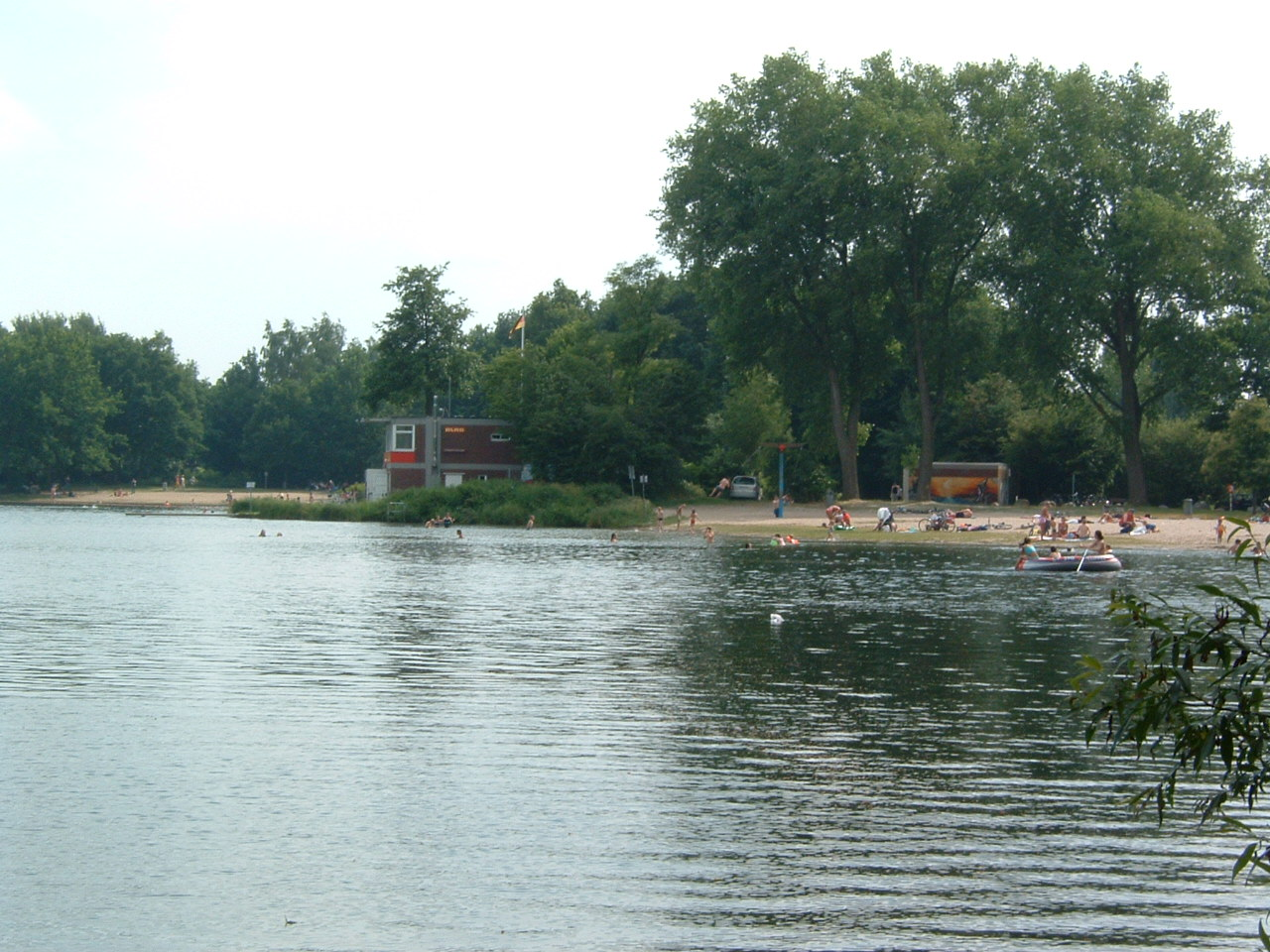
Sodenmattsee

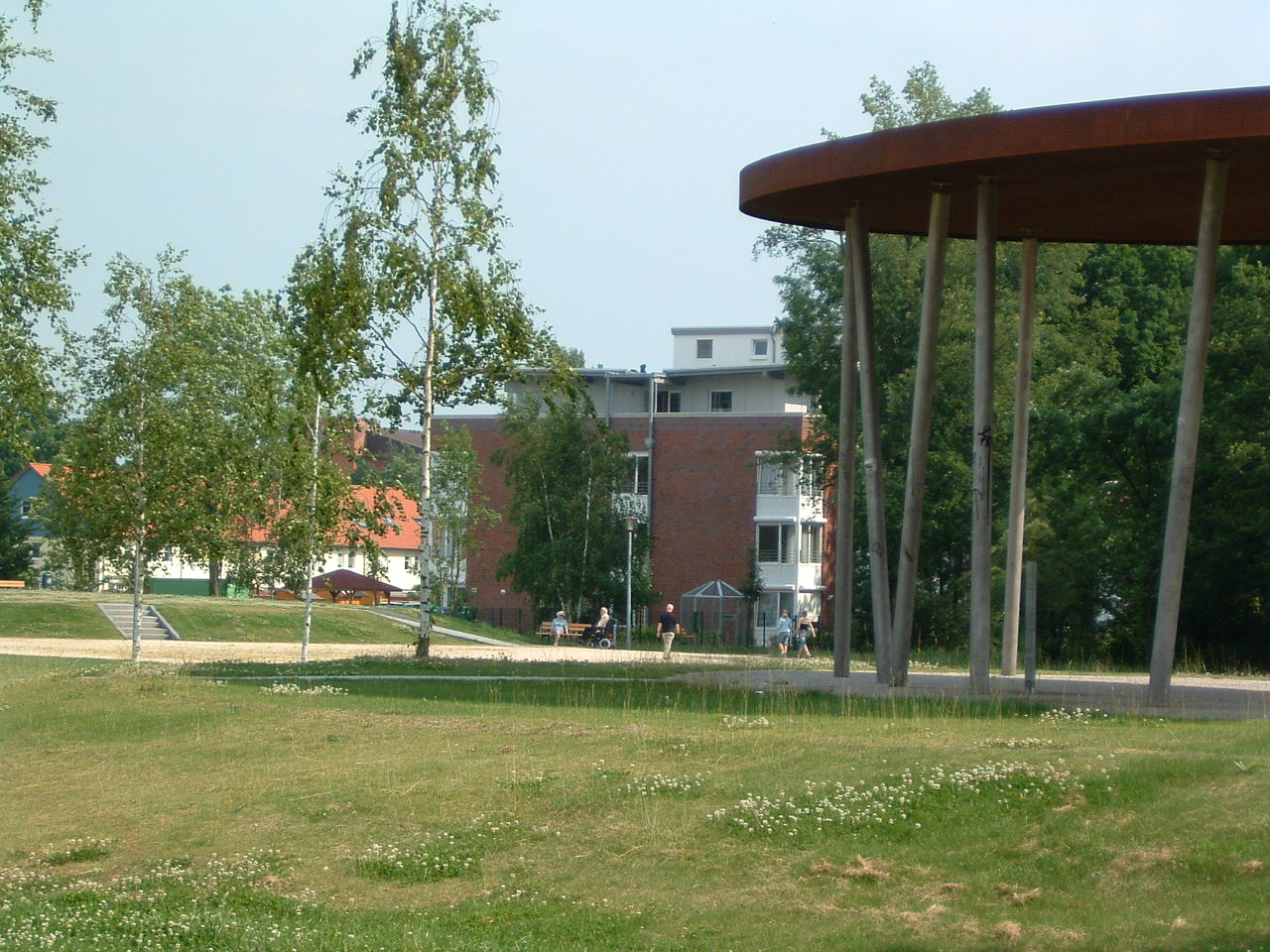
Park um den Sodenmattsee

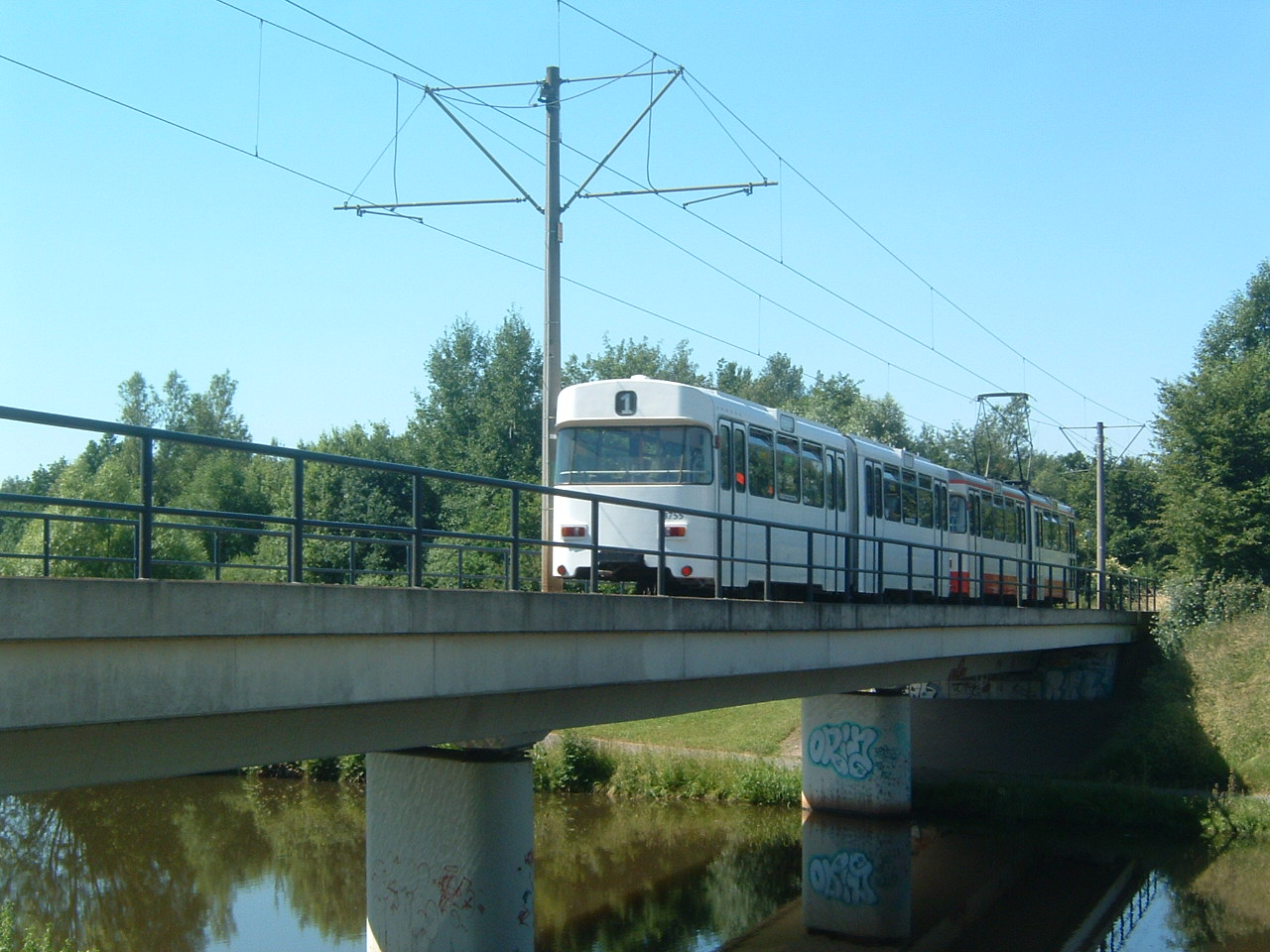
Stadtbahn in Huchting